# Christl Cranz

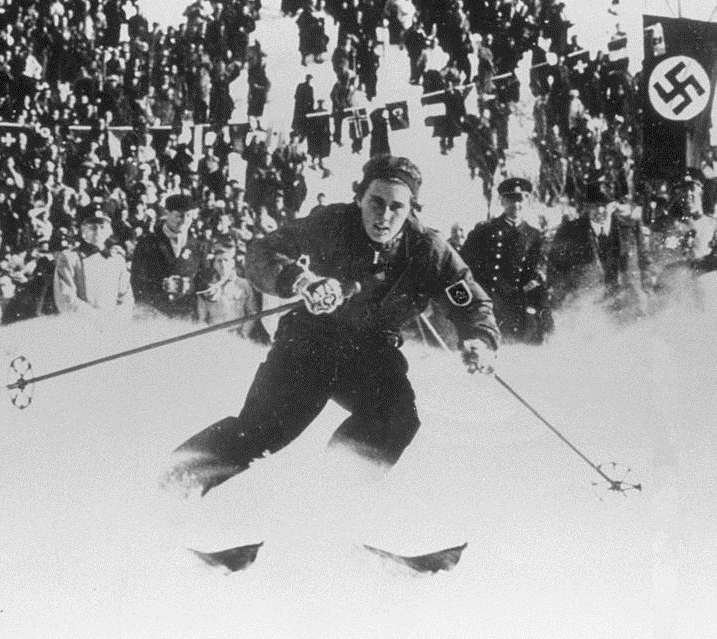
Christl Cranz in 1936

Christl Cranz, Brussel 1 juli 1914 - Oberstaufen 28 september 2004, was een Duits skiester.
Cranz domineerde in de jaren dertig van de 20e eeuw het alpineskiën bij de vrouwen. Ze werd twaalf keer wereldkampioene skiën, op de afdaling drie keer, op de slalom vier keer en op de combinatie vijf keer. Drie keer moest ze met een zilveren medaille genoegen nemen, op de afdaling in 1934 en 1938 en op de slalom in 1935. Daarmee is ze tot op heden bij de wereldkampioenschappen alpineskiën de meest succesvolle deelneemster. Ze behaalde de titels op de afdaling en combinatie alsmede de tweede plaats op de slalom op het WK van 1941, maar dit kampioenschap wordt niet door de internationale Skifederatie FIS erkend.
Bij het skiën op de Olympische Winterspelen van 1936 in Garmisch-Partenkirchen behaalde ze bij haar enige deelname een olympische titel in het alpineskiën. Ze deed dit op de combinatie: afdaling en slalom, de enige discipline op deze Spelen. Haar landgenoot Franz Pfnür won de titel bij de mannen.
Nationaal werd ze 24 keer kampioene, op de afdaling zes keer, op de slalom negen keer en op de combinatie ook negen keer.

## Erelijst
alleen de podiumplaatsen zijn hier vermeld 
| Discipline | Prestaties | Prestaties | Prestaties | Prestaties | Prestaties | Prestaties | Prestaties | Prestaties | Prestaties |
| Discipline | 1933       | 1934       | 1935       | 1936       | 1937       | 1938       | 1939       | 1940       | 1941 *     |
| ---------- | ---------- | ---------- | ---------- | ---------- | ---------- | ---------- | ---------- | ---------- | ---------- |
| afdaling   |            | NK · WK    | NK · WK    | NK ·       | · WK       | NK · WK    | NK · WK    | NK ·       | · WK       |
| slalom     | NK ·       | NK · WK    | NK · WK    | NK ·       | NK · WK    | NK · WK    | NK · WK    | NK ·       | NK · WK    |
| combinatie | NK ·       | NK · WK    | NK · WK    | NK · OS    | NK · WK    | NK · WK    | NK · WK    | NK ·       | NK · WK    |

 De Wereldkampioenschappen van 1941 zijn niet door de FIS erkend 
1936: Christl Cranz ·
1948: Trude Beiser ·
1988: Anita Wachter ·
1992: Petra Kronberger ·
1994: Pernilla Wiberg ·
1998: Katja Seizinger ·
2002: Janica Kostelić ·
2006: Janica Kostelić ·
2010: Maria Riesch ·
2014: Maria Höfl-Riesch ·
2018: Michelle Gisin ·
2022: Michelle Gisin
- Gemeinsame Normdatei: 105203521
- International Standard Name Identifier: 0000 0000 0695 9264
- Virtual International Authority File: 20134836
- WorldCat: E39PBJjhCrhFKYXfBxfyB6TWDq